# Josef Vamberský
Josef Vamberský (* 19. Oktober 1878; † 3. Februar 1939) war ein tschechoslowakischer Offizier, der zuletzt Brigadegeneral der Tschechoslowakischen Armee war.

## Leben
Josef Vamberský wurde nach Ende des Ersten Weltkrieges in die neu aufgestellte Tschechoslowakische Armee der Ersten Tschechoslowakischen Republik übernommen und fungierte zwischen Januar 1921 und Februar 1922 als Chef des Stabes der 3. Kavalleriebrigade. In dieser Verwendung wurde er am 2. Dezember 1921 zum Oberstleutnant befördert und war von Februar 1922 bis Februar 1924 Kommandeur des 10. Kavallerieregiments. Nachdem er zwischen Februar und Oktober 1924 einen Informationslehrgang für Generalstabsoffiziere in Prag besucht hatte, übernahm er von Oktober 1924 bis November 1925 abermals den Posten als Kommandeur des 10. Kavallerieregiments und wurde dort am 31. Dezember 1924 zum Oberst befördert. Daraufhin absolvierte er zwischen November 1925 und September 1926 einen Höheren Informationslehrgang für Generalstabsoffiziere in Prag und war im Anschluss von September 1926 bis September 1927 selbst Instrukteur am dortigen Informationslehrgang für Generalstabsoffiziere.
Vamberský fungierte zwischen September 1927 und Juli 1928 zunächst als Kommandeur der 3. Kavalleriebrigade sowie daraufhin von Juli 1928 bis zum 1. April 1931 als Kommandeur der 2. Kavalleriebrigade und erhielt in dieser Verwendung am 21. Februar 1929 seine Beförderung zum Brigadegeneral. Am 1. April 1931 trat er in den Ruhestand. In der Phase der Eingliederung des Sudetenlandes im Zuge des Münchner Abkommens wurde Generalmajor Weiss in den aktiven Militärdienst zurückberufen und fungierte vom 25. September bis zum 11. Oktober 1938 als Kommandeur des 3. Korpsdistrikts.